# Константинова, Нина Алексеевна
Нина Алексеевна Константинова (26 ноября 1923 — 24 января 2011) — советская театральная актриса, народная артистка РСФСР, актриса Якутского Русского драматического театра им. А. С. Пушкина.

## Биография
Родилась в семье железнодорожника. Участница Великой Отечественной войны, демобилизована в 1945 г. в звании старший сержант медицинской службы.
В 1950 г. — с отличием окончила театральную студию при Московском театре имени Ленинского комсомола. Её учителями были известные актёры С. Гиацинтова, С. Бирман, И. Берсенев.
- 1950—1956 гг. — служила в театрах Куйбышева, Караганды, Нальчика,
- 1956—1988 гг. — актриса Якутского Русского драматического театра им. А. С. Пушкина.

Избиралась депутатом Верховного Совета Якутской АССР трёх созывов, избиралась членом Якутского обкома КПСС. Много лет была секретарём партийной организации театра.
Супруг — народный артист Якутской АССР Ануфриев Константин Тимофеевич, был директором и режиссёром Русского театра.

## Театральные работы
- Анисья — «На золотом дне» Мамина — Сибиряка
- Мирандолина — «Трактирщица» К. Гольдони
- Лейди — «Орфей спускается в ад» Т. Уильямса
- Вера — «Доктор Вера» Б. Полевого
- Полина — «Солдатская вдова» Анкилова
- Ахмадуллина — «Дарю тебе жизнь!» Валеева
- Эбби — «Деревья умирают стоя» О, Нейл
- Шиндина — «Мы, нижеподписавшиеся…» А. Гельмана
- Эстер — «Священные чудовища» Ж. Кокто
- Софья — «Последние» М. Горького
- Маша Ковалева («Люди, которых я видел» С. Смирнова)
- Нила Снижко («Барабанщица» А. Салынского)
- Маша Забелина («Кремлёвские куранты» Н. Погодина)
- Дженни («Круглый стол с острыми углами» С. Михалкова и А. Нечаева)
- Мария Ульянова («Семья» И. Попова)
- Катарина («Укрощение строптивой» У. Шекспира)
- Катюша Бетелева («Слушайте, товарищи потомки» М. Мусиенко)
- Филумена Мартурано в одноимённой драме Эдуардо де Филиппо
- Сэвидж («Странная миссис Сэвидж» Дельмара)
- Бывшая балерина Роза Песочинская («Ретро» А. Галина)
- Медея («Медея» Еврипида)
- Лариса и Огудалова в «Бесприданнице», Кручинина и Галчиха в «Без вины виноватых», Катерина в «Грозе», Тугина в «Последней жертве», Негина в «Талантах и поклонниках», Ренева в «Светит, да не греет», Глафира в «Волках и овцах» А. Островского

## Награды и звания
Орден «Знак Почёта» (1976), медали «За трудовое отличие» (1967), «За доблестный труд», «За оборону Сталинграда» и «За Победу над Германией».
- Заслуженная артистка РСФСР (1971).
- Народная артистка РСФСР (1981).
- Народная артистка Якутской АССР (1962).